# 望海楼街道
望海楼街道，是中华人民共和国天津市河北区下辖的一个乡镇级行政单位。

## 行政区划
望海楼街道下辖以下地区：
昆璞里社区、昆云里社区、乾华园社区、金辰园社区、振德里社区、望海楼社区、金钟家园社区、中远里社区、金田花园社区、金狮家园社区和金兆园社区。